# San Jerónimo en su estudio (Ghirlandaio)
San Jerónimo en su estudio es un fresco del pintor del Renacimiento italiano Domenico Ghirlandaio, ejecutado en 1480 y localizado en la iglesia de Ognissanti, Florencia.
El trabajo fue encargado por la familia Vespucci, junto con un San Agustín en su estudio de Sandro Botticelli. Ambos describieron dos Doctores de la Iglesia en sus estudios, con un número de objetos que tendrían que marcar su función como precursores del Humanismo. Decoraban el área próxima al coro, que fue derribado en el siglo XVIII. En aquella ocasión los dos frescos fueron sacados y colocados en la nave. Parte del marco anejo y las inscripciones se perdieron.

## Descripción
Mientras Botticelli adoptó una composición más expresiva en su San Agustín (inspirado en los trabajos de Andrea del Castagno), Ghirlandaio creó una figura más serena y convencional, concentrándose en cambio en el bodegón de objetos expuestos en el escritorio y las baldas de detrás de Jerónimo. En éste, quizás se inspiró en modelos noreuropeos, como el San Jerónimo en su estudio de Jan van Eyck, que estaba en las colecciones de Lorenzo de Médici.
Jerónimo está retratado con la cabeza descansando sobre una mano, mientras escribe con la otra. Esta era la misma postura escogida por Jan van Eyck. Los libros abiertos y los cartuchos, de letras griegas y hebreas, corresponde a su actividad como traductor de la Biblia. En el escritorio está la fecha  (MCCCCLXXX), así como una carta sellada, vasos, dos tinteros (con gotas de tinta cerca de ellos), tijeras y un candelero. El escritorio está cubierto por una alfombra oriental, un lujoso objeto, a menudo pintado por Ghirlandaio, y quizás también inspirado en pintores holandeses. Los objetos en las baldas incluyen un capelo, dos jarrones de farmacia, una caja cilíndrica, un collar, un monedero, fruta, dos botellas de vidrio transparentes y un reloj de arena.
La luz proviene de la esquina superior derecha, produciendo una sombra bien definida del santo sobre el cortinaje detrás de él, así como del primer plano, e iluminando los objetos del escritorio.